# Alice de Warenne
Alice de Warenne (15 juin 1287 – 23 mai 1338) est une femme de la noblesse anglaise du XIVe siècle.

## Biographie
Née le 15 juin 1287, Alice de Warenne est la fille posthume de Guillaume de Warenne, décédé dans un tournoi le 15 décembre précédent, et de son épouse Jeanne de Vere, une des filles de Robert de Vere, 5e comte d'Oxford. Alors qu'elle a à peine six ans, sa mère Jeanne meurt à son tour en 1293. Dans le contrat de mariage de ses parents, il a été convenu que leurs futurs héritiers seraient placés sous la tutelle du comte d'Oxford s'ils venaient tous deux à mourir avant que leurs enfants n'atteignent l'âge adulte. Alice et son frère aîné John sont ainsi confiés à leur grand-père maternel jusqu'à sa mort en 1296. Par la suite, on ignore où les deux enfants sont élevés.
Peu avant sa mort, survenue le 29 septembre 1304, le grand-père paternel d'Alice, John de Warenne, 6e comte de Surrey, l'offre en mariage à Edmond FitzAlan, 2e comte d'Arundel. Pour des raisons inconnues, Edmond refuse d'abord la proposition du comte de Surrey. Toutefois, il change d'avis et, selon le chroniqueur Pierre de Langtoft, épouse Alice de Warenne au cours du mois de mai 1306, au même moment où son frère John épouse Jeanne de Bar. Le couple réside essentiellement au château d'Arundel, dans le Sussex. Malgré le refus initial d'Edmond FitzAlan, le mariage se révèle apparemment fructueux, puisque le couple a neuf enfants.
Edmond FitzAlan, bien que membre de l'opposition baronniale au début du règne d'Édouard II, devient progressivement un profond partisan du roi et le soutient jusqu'à la fin de son règne. Il est sommairement décapité le 17 novembre 1326 sur ordre de Roger Mortimer, au moment de la chute d'Édouard II. Ses titres et terres sont en outre confisqués, mais Alice de Warenne bénéficie d'arrangements financiers en mars et avril 1327 lui permettant d'avoir un revenu suffisant pour elle et ses enfants. Jamais remariée par la suite, Alice décède le 23 mai 1338 et est inhumée à l'abbaye d'Haughmond, dans le Shropshire. Lorsque son frère John de Warenne meurt sans héritier en 1347, ses possessions sont héritées par son fils aîné Richard FitzAlan, 3e comte d'Arundel.

## Descendance
Alice de Warenne et son époux Edmond FitzAlan ont neuf enfants :
| Nom                | Date de naissance | Date de décès   | Notes                                                       |
| ------------------ | ----------------- | --------------- | ----------------------------------------------------------- |
| Richard FitzAlan   | vers 1313         | 24 janvier 1376 | Épouse (1) Isabelle le Despenser, (2) Éléonore de Lancastre |
| Alice FitzAlan     | vers 1314         | vers 1325/30    | Épouse John de Bohun, 5e comte de Hereford                  |
| Katherine FitzAlan | —                 | vers 1375/6     | Épouse (1) Henry Hussey, (2) Andrew Peverell                |
| Eleanor FitzAlan   | —                 | avant 1347      | Épouse Gérard de Lisle, 1er baron Lisle                     |
| Aline FitzAlan     | —                 | 20 janvier 1386 | Épouse Roger le Strange, 5e baron Strange de Knockin        |
| Mary FitzAlan      | —                 | 29 août 1396    | Épouse John le Strange, 4e baron Strange de Blackmere       |
| Edmund FitzAlan    | —                 | vers 1349       |                                                             |
| Michael FitzAlan   | —                 | —               |                                                             |
| Elizabeth FitzAlan | —                 | après 1357      | Épouse William Latimer, 4e baron Latimer                    |